# Djibouti tại Thế vận hội
Djibouti đã tham gia liên tục các kỳ Thế vận hội Mùa hè từ năm 1984, trừ kỳ đại hội năm 2004. Tại lần tham dự đầu tiên tại Thế vận hội Mùa hè 1984, có 3 vận động viên (VĐV) Djibouti góp mặt thi đấu và nước này gửi số vận động viên tới Olympic nhiều nhất vào năm 1992 với 8 thành viên. Vận động viên Marathon Hussein Ahmed Salah là người đã giành 1 huy chương đồng và cũng là tấm huy chương duy nhất của đoàn Djibouti tại Thế vận hội.

## Bảng huy chương

### Huy chương tại các kỳ Thế vận hội Mùa hè
| Thế vận hội         | Số VĐV        | Vàng          | Bạc           | Đồng          | Tổng số       | Xếp thứ       |
| 1896–1980           | không tham dự | không tham dự | không tham dự | không tham dự | không tham dự | không tham dự |
| Los Angeles 1984    | 3             | 0             | 0             | 0             | 0             | –             |
| Seoul 1988          | 6             | 0             | 0             | 1             | 1             | 46            |
| Barcelona 1992      | 8             | 0             | 0             | 0             | 0             | –             |
| Atlanta 1996        | 5             | 0             | 0             | 0             | 0             | –             |
| Sydney 2000         | 2             | 0             | 0             | 0             | 0             | –             |
| Athens 2004         | không tham dự | không tham dự | không tham dự | không tham dự | không tham dự | không tham dự |
| Bắc Kinh 2008       | 2             | 0             | 0             | 0             | 0             | –             |
| Luân Đôn 2012       | 5             | 0             | 0             | 0             | 0             | –             |
| Rio de Janeiro 2016 | 7             | 0             | 0             | 0             | 0             | –             |
| Tokyo 2020          | chưa diễn ra  | chưa diễn ra  | chưa diễn ra  | chưa diễn ra  | chưa diễn ra  | chưa diễn ra  |
| Tổng số             | Tổng số       | 0             | 0             | 1             | 1             | 141           |

### Huy chương theo môn
| Điền kinh | 0 | 0 | 1 | 1:65 | 96 |

## VĐV giành huy chương
Thành tích Thế vận hội duy nhất hiện nay của Djibouti là tấm huy chương đồng thuộc về VĐV Hussein Ahmed Salah môn marathon tại Thế vận hội Mùa hè 1988 ở Seoul, Hàn Quốc.
| Huy chương | Tên VĐV              | Thế vận hội | Môn thi đấu | Nội dung       |
| ---------- | -------------------- | ----------- | ----------- | -------------- |
| Đồng       | Houssein Ahmed Salah | Seoul 1988  | Điền kinh   | Marathon (nam) |

## VĐV cầm cờ
| Thế vận hội         | Tên VĐV                                     | Môn thi đấu   |
| ------------------- | ------------------------------------------- | ------------- |
| Los Angeles 1984    | Djama Robleh                                | Điền kinh     |
| Seoul 1988          | Hussein Ahmed Salah                         | Điền kinh     |
| Atlanta 1996        | Hussein Ahmed Salah                         | Điền kinh     |
| Sydney 2000         | Djama Robleh                                | Điền kinh     |
| Athens 2004         | không tham dự                               | không tham dự |
| Bắc Kinh 2008       | Hussein Ahmed Salah                         | Điền kinh     |
| Luân Đôn 2012       | Zourah Ali (khai mạc) Yasmin Farah (bế mạc) | Điền kinh     |
| Rio de Janeiro 2016 | Abdi Waiss Mouhyadin                        | Điền kinh     |

## Huấn luyện
Djibouti có một cơ sở (tại Ali Sabieh) được trang bị cho việc tập luyện của Đội tuyển quốc gia môn điền kinh dành cho nam, và cũng có một cơ sở khác tại Thành phố Djibouti.